# Élodie Clouvel
Élodie Clouvel (n. 14 ianuarie 1989, Saint-Priest-en-Jarez, Rhône-Alpes, Franța) este o sportivă ce a reprezentat Franța, medaliată olimpică. A participat la 3 ediții ale Jocurilor Olimpice (2012, 2016, 2020) în care a câștigat o medalie de argint.